# 石川・ホンマ・ぶるんのBe-side Your Life
石川・ホンマ・ぶるんのBe-side Your Life（いしかわ ホンマ ぶるんの ビーサイド ユア ライフ）は、株式会社ファイが運営するポッドキャストを利用したインターネットラジオ番組である。通称「ビーサイ」。

## 概要
「ニッポン放送ポッドキャスティングステーション」で配信されていた『激ウラ!!西川貴教のオールナイトニッポン』の後継番組。諸事情でニッポン放送での配信が終了となったため、『西川貴教のオールナイトニッポン』の構成作家であった石川昭人が運営する個人サイトで番組名を改め、2006年5月10日に試験配信を行い、同年5月13日に配信を開始した。
当初は石川の個人運営だったが、2006年11月1日から株式会社ファイに移管された。
収録スタジオはサウンドマンのマンゴースタジオ。
2014年4月よりサウンドマンの移転に伴い新スタジオに移動する。
出演者、スタッフはノーギャラ。
グッズの販売も行っている（ビーサイショップを参照）。
番組内容
前番組に引き続き、「西川貴教のオールナイトニッポン」をレギュラー番組として復活させることを目的としている。
石川が担当する他の番組同様、遊撃隊や通じない日本語等自然消滅に近いコーナーも多い（コーナー整理すら行われていない）。
下ネタトークが多いため、番組には「explicit」の指定がつけられている。これはiTunesに番組を登録する際に番組自ら指定した。
イベント前後での収録ではコーナーを行わず、フリートークのみで通す週もみられる。

## パーソナリティ
パーソナリティの3人は、主にニッポン放送等の番組に携わっている現役放送作家。
- 石川昭人 - 放送作家、株式会社ファイ代表取締役社長
- 本間俊彦 - 放送作家
- ぶるんぶるん（平田治） - 放送作家、野球ニート

## スタッフ
- 企画・構成 - 石川昭人（ファイ）
- ディレクター - 三浦憲高（ミックスゾーン）
- アシスタントプロデューサー - 稲垣典行（ファイ）
- ウェブサイトデザイン - 川島カヨ、マミヤ
- サーバ管理 - 匠システムサービス
- 協力 - 西川貴教、コハ・ラ・スマート、turbo
- 制作協力 - サウンドマン
- 制作・著作 - ファイ

### 元スタッフ
- チーフプロデューサー - 小林順（ファイ）
- ディレクター
初代 - 生江龍太郎（2006年5月5日∼2014年10月4日、#001∼439）
二代目 - 南條仁（2014年10月11日∼2015年11月12日、#440∼496）
三代目 - 石井玄（2015年10月6日∼2016年8月16日、#491∼536）
四代目 - 斎藤修（2016年8月26日∼2017年6月23日、#537∼579）
五代目・七代目 - 三浦憲高（2017年4月21日∼2018年7月19日・2019年4月22日∼、#571∼634, #673∼）
六代目 - 加川峻（2018年7月20日∼2019年4月8日、#635∼672）
代打 - 鈴木賢一（2012年3月9日・2014年12月14日、#305, #449） - 通称ビーチくん

## 配信時間
月曜日収録の場合、毎週月曜日 - 水曜日更新（基本的に3部構成、1部につき約30分）
サーバ負荷の都合から、基本的に第2回以降は第1部を火曜日に、第2部を水曜日に、第3部を木曜日に配信（通常と異なる収録日の場合はこれに限らない。以下表記）。なお第1回のみ、1部構成。
第7回は普段の月曜日収録ではなく日曜日収録だったので、普段より1日早い月曜 - 水曜に渡って配信された。以降出演者の石川・ホンマ・ぶるんとディレクターの生江4人のスケジュールが合わない場合は収録・配信が遅れる。
第9回は石川の独断で初の4部構成（約2時間を約30分で4部）となった。ちなみにこの日は生江は不在だった。しかし、その後4部構成はスケジュールの都合であまり行われていない。
第34回は元旦に3部を同時配信したが、第1部のファイルのみ、スタッフの手違いでリンク切れになっていたので、1月3日に配信された。
第59回は4人のスケジュールの都合により初の分割録音（1・2部6月19日、3・4部同22日）となった。
仕事や寝坊のため、ホンマやぶるんが途中参加・途中退場となる場合も多く、あまりにもひどい場合には、ペナルティとして罰ゲームが行われることがある。

## コーナー（2013年7月現在）
カスタマーレビューなど初期コーナーの多くは「激ウラ!!西川貴教のオールナイトニッポン」から引き継いでいる。また継続コーナーのBGMやSEの多くは前番組と同じものを使用。コーナータイトルを言う時にぶるんが意味も無く叫ぶ事が多い。
知らねぇよ!人生相談
第2回（2006年05月16日） - 。あまりにもどうでもよ過ぎて「知らねぇよ！」としか言い返せない瑣末な悩みを相談するコーナー。ぶるんが紹介し、石川がそれに突っ込む。
私の頭の中の格言
第205回（2010年04月05日） - 。「知らねぇよ!人生相談」から派生。自分の中の辞書にだけ載っている格言を紹介するコーナー。

### 不定期
以下のコーナーは、大々的には募集呼び込みを行っていない。
通じない日本語
第2回（2006年05月16日）。同じ日本語のはずなのに地元以外では通じない言葉を紹介するコーナーだが、第2回でしか行われていない。主に下ネタ嫌いのホンマが嫌がるような「共通語では下ネタにしか聞こえない方言」を紹介する。
こんなアイドルはイヤだ
第2回（2006年05月16日） - 第128回（2008年10月13日）。こんなアイドルがいたら素直な気持ちで応援できないという条件を考えるコーナー。
ビーサイカスタマーレビュー
第2回（2006年05月16日） - 第162回（2009年06月08日）。番組初期の主力コーナー。番組の登録者数を増やすため、iTunes Music Store内の番組ページに載せる読んだ人が思わず登録したくなるカスタマーレビューを考えるコーナー。毎週優秀作を選定し、番組で任命されたリスナーが代表してレビューをアップロードする。この活動が功を奏してか、iTunesの「Today's トップ Podcasts」（ポッドキャスト新規登録ランキング）において、一時最高5位を記録した。番組の終盤に行われることの多いこのコーナーは、コーナー数の増加に伴い、次第に少数ネタのみあるいは行われないことが多くなり、実質休止状態にあった。しかし、リスナーからの要望に応え第116回において半年振りに再開した。再び休止状態にあり、第162回以降は行われていない。
出撃！ビーサイ遊撃隊
第11回（2006年07月18日） - 第15回（2006年08月13日）。ビーサイカスタマーレビューから派生したコーナー。とあるリスナーが自宅のネット環境が不安定のために量販店のパソコンで自分のiPodに番組をダウンロードし持ち帰ったと言う事を他のリスナーが真似したのが始まりである。リスナーが量販店や学校等にある Macを中心としたパソコンの iTunesに番組を登録し、その成果を報告するコーナー。iTunesへの番組登録のほか、ホンマの画像をデスクトップにする、ブラウザのホームに番組サイトを設定する、学校の机に番組を宣伝する内容を書く等、様々な活動（襲撃）が行われている。 コンピュータウィルス、スパイウェア、チェーンメールなどを使った活動は禁止されている。また、このコーナーで活躍が認められると石川の独断と偏見により階級がつけられる。このコーナーで初めてメールが読まれる場合は基本的に二等兵以下の三等兵という扱いになる。また度々活動が認められると階級が昇格することも。
迷惑メールにご用心
第14回（2006年08月9日） - 第128回（2008年10月13日）。おもわず読んでしまうスパムメールや迷惑メールを紹介し、こんなメールが来ても、引っかからないようにリスナー達に注意を促がすという名目で始まったコーナー。「主人がオオアリクイに殺されて1年が過ぎました。」という2006年7 - 8月頃に流行ったスパムメールがきっかけで誕生した。当初は本物の迷惑メールも読んでいたが途中から読まれなくなった。第86回以降しばらく行われていなかったが、第128回から再開した。
こしょたんぶろぐ
第16回（2006年08月22日） - 第31回（2006年12月04日）。「こんなアイドルはイヤだ」から派生したコーナー。中川翔子の「しょこたん☆ぶろぐ」に由来。架空の存在である（自称）ブログの女王である「こしょたん」のブログの内容を考えるというもの。
ゆがんだ欲望
第37回（2007年01月15日） - 第81回（2007年11月19日）。リスナーからの「有名人にこんなことをされたい」という欲望を紹介するコーナー。沢尻エリカが多数採用されており、「沢尻ゾーン」とも称されている。また、有名人とは関係が無い欲望や、歪んでいない極めて一般的な欲望などは「間違ってるやつ」などと称され、コーナーの最後にまとめて紹介されることがある。
童貞チェック Yes or No
第64回（2007年07月23日） - 第84回（2007年12月10日）。「からっぽ先生!!石川昭人の夢は死んでもかなわない」から派生。リスナーから送られてくる「これに当てはまったら童貞」というチェック項目を紹介するコーナー。
私事
身の回りで起きたどうでもいいけど何か引っかかる出来事を報告するコーナー。いわゆる「ふつおた」（普通のおたより）のコーナー。メールは「私事なんですが、」という書き出しで始まる。コーナーとしては行われなくなったが、2008年現在でもふつおたの際にリスナーが慣習として「私事なんですが、」と送ってくることがある。
ビーサイハローワーク
第23回（2006年10月09日） - 第37回（2007年01月15日）。「知らねぇよ!人生相談」から派生したコーナー。就職難にあえぐ学生・フリーター・ニートリスナーのために、なかなか日の当たらないものの世の中に実在する地味な仕事を紹介し今後の就職活動の参考にしてもらうコーナー。
バンドやろうぜ!
第32回（2006年12月11日） - 第46回（2007年03月19日）。「abingdon boys school」のCD発売に合わせ、開始。面白いバンド名とその由来を考えるコーナー。
自己紹介川柳
第51回（2007年04月23日） - 第60回（2007年06月25日）。「知らねぇよ!人生相談」から派生。自己紹介を川柳でするコーナー。
ビーサイレア物SHOP
第99回（2008年03月24日） - 第104回（2008年04月28日）。インターネット通信販売のホームページで売られていそうな架空の商品を紹介するコーナー。大半が「USB ○○」とUSB（ユニバーサル・シリアル・バス）に何かを取り付ける商品ばかり取り扱っている。
萎えるおかず
第93回（2008年02月13日） - 第152回（2009年03月30日）。「知らねぇよ!人生相談」から派生。聞くだけで萎えるおかずを紹介するコーナー。
有名人 イメージダウン
第110回（2008年06月11日） - 第125回（2008年09月22日）
エロ標語
第129回（2008年10月23日） - 第136回（2008年12月08日）
矢沢のお願い
第133回（2008年11月17日）。前身は「矢沢のひらめき」。「世界のソニーとかって言うじゃない？だったら○○○作ってよ」とソニーに対して無茶ブリをするコーナー。
エロいいはなシーサー
第138回（2008年12月22日） - 第141回（2009年01月12日）。「人生が変わる1分間の深イイ話」にあやかって、エロいんだけど、心がホッとする良い話を考えるコーナー。タイトルは「いいはなシーサー」のパロディ。
大阪のおばちゃんが言いそうな一言
第153回（2009年04月06日） - 第156回（2009年04月27日）
ビーサイバンドやろうぜ（Legend of S/N）
第130回（2008年10月27日） - 第143回（2009年01月26日）。番組イベントでのライブに味をしめた3人が、番組発のヴィジュアル系バンド結成を目指す企画。楽曲の作詞、作曲はもちろん、バンド名までリスナーから募集している。バンド名は「SIGNAL 2 NOISE RATIO」。過去に数々の偉業を残した伝説のバンドが復活したという設定。
ウィキマペディア
第173回（2009年08月24日） - 第181回（2009年10月21日）。ロックバンド「Lunch in Tika」のギタリストである「木間一」の生態について送ってきてもらうコーナー。コーナー誕生直後は、リスナーから送られてくる木間への質問を紹介し、それに対して本間が答える形式だったが、後に先述のような形式に変更された。
ウワッツラップ
第179回（2009年10月05日） - 第184回（2009年11月09日）。韻を踏むことを重視したメッセージ性のない、うわっつらだけのリリックを読むコーナー。イナズマロックフェスの終了後、石川たちが滋賀から東京へ帰る車中で盛り上がった「ヒップホップはディスか感謝にかたよっている」という会話や、その後に行われた「インチキラップ大会」がきっかけとなって誕生した。
岡村ちゃん
第184回（2009年11月09日） - 第189回（2009年12月15日）。「さえないアイドルオーディション略してSA」から派生。岡村靖幸の楽曲「あの娘ぼくがロングシュート決めたらどんな顔するだろう」という題名が元ネタとなっている。タイトルの「岡村ちゃん」というのは岡村靖幸の愛称。
ARENA -37℃（アリーナ マイナス サーティーセブン）
第192回（2010年01月04日） - 第206回（2010年04月14日）。ライブ中にMCで言われたら冷める一言を考えるコーナー。タイトルは客席が冷え込むことから、ARENA37℃とかけて命名。
日明前田のゴチャゴチャした話
ベストアンサー

### 過去
公式に終了が発表されたコーナーである。
職人課長エビスマン
- 番組の常連ハガキ職人、エビスマンをモデルとしたラジオドラマ制作を目的としたコーナー。本人は了承したが、後に石川が計画不可能を理由に終了宣言した。

からっぽ先生!!石川昭人の夢は死んでもかなわない
第53回（2007年05月07日） - 第93回（2008年02月11日）。石川が新聞・雑誌や各メディアで発したとされる発言の数々を石川自身が紹介する、石川の「Be-side Your Life」での発言集的なコーナー。元ネタは「ヤンキー先生!義家弘介の夢は逃げていかない」。ネタを読むたびに、石川が叫ばなければならなかったため、「矢沢のひらめき」へ移行した。
矢沢のひらめき
第96回（2008年03月03日） - 第132回（2008年11月10日）。前身は「からっぽ先生!!石川昭人の夢は死んでもかなわない」。矢沢永吉がブルーレイを見て気づいたことを言うコーナー。
さえないアイドルオーディション略してSA
ビーサイリスナーをアイドルデビューさせるという企画。略称の「SA」であるが、元々は「さえないアイドル」の略称でSAとしていたが、アイドルの綴りが「idol」であるため「SI」になってしまうというリスナーからの投稿があったものの、オーディションの綴りが「audition」のため「Saenai idol Audition」の略称としている。

## SIGNAL 2 NOISE RATIO
SIGNAL 2 NOISE RATIO（シグナル・トゥー・ノイズ・レシオ）は、「the JAPANESE"BEAT"PUNK ROCK」を音楽スタイルとする日本の3人組ヴィジュアル系ロックバンド。 略称はS2N、シグレシ。所属芸能事務所は株式会社φ（ファイ）。
主に作曲をTOSHIHIKO HONMA、作詞をAKIHITO ISHIKAWAが担当している。
2008年夏に結成し、フィンガー鷹（ボーカル）、ルイス桜樹（ギター）、ナイス村西（ベース）という名義で活動を宣言したが、実際に音楽活動を始めたのは2009年秋である（担当は変更なし）。
2009年12月には新宿FACEにて250人を集めてカバー曲のみのオールナイトイベントも行った。その後、オリジナル曲の作成を開始し、2010年8月1日にミニアルバム「D.T.」にてCDデビューした。作成のコンセプトは1980年から1990年代を意識した「青春ロック」であるとしている。
また、バンド活動に先駆け、2010年5月からオリジナルグッズを発売する。
2011年2月11日には、下北沢REGにてライブを行った。

### メンバー
- AKIHITO ISHIKAWA - ボーカル（Vo）
BOØWYの『MARIONETTE』をきっかけとして中学生時代にロックに目覚めた。また、ライブパフォーマンスなど電気グルーヴからも影響を受けている。20代半ばにギターを購入するも挫折した過去がある。
- TOSHIHIKO HONMA - ギター（Gt）
音楽に興味を持ったきっかけはD'ERLANGER。X JAPAN、ZI:KILLやLUNA SEAなどから影響を受けた。2006年にはロックバンド「Lunch in Tika」を結成するが後に解散した。
- OSAMU "ぶるん" HIRATA - ベース（Ba）
中学生時代にライブハウスへ通い始め、それに伴いベースを始めた。かまいたちやJUN SKY WALKER(S)、THE STREET BEATSから影響を受けた。S2Nで初めてステージに立った。

サポートメンバー
- NORIYUKI INAGAKI - ドラム（ds）

### ミニアルバム
ビーサイレコードより発売された。1000円（税込）。
| 枚  | リリース日   | タイトル | 曲目 |
| --- | ------------ | -------- | --- |
| 1st | 2010年8月1日 | D.T.     | 1. Boot Up!（instrumental）（作曲：TOSHIHIKO HONMA・編曲：SIGNAL 2 NOISE RATIO） 2. N.G（作詞：AKIHITO ISHIKAWA 作曲：TOSHIHIKO HONMA・編曲：SIGNAL 2 NOISE RATIO） 3. Nothingness（作詞：AKIHITO ISHIKAWA・作曲：TOSHIHIKO HONMA・編曲：SIGNAL 2 NOISE RATIO） 4. Potential（作詞：AKIHITO ISHIKAWA・作曲：TOSHIHIKO HONMA・編曲：SIGNAL 2 NOISE RATIO） 5. LΦNELY（作詞：AKIHITO ISHIKAWA・作曲：TOSHIHIKO HONMA・編曲：SIGNAL 2 NOISE RATIO） 6. SIGNAL 2 NOISE RADIO（3人のトーク） |

### グッズ
2010年5月より、「普段でも着られる“耽美系”」をコンセプトにしたTシャツやエコバッグなどのグッズ販売を行っている。

## 主な投稿者
番組開始当初は「西川貴教のオールナイトニッポン」、「激ウラ!!西川貴教のオールナイトニッポン」からのハガキ職人（メール職人）が多くいたが、次第にビーサイから投稿を始めた職人や、石川が担当する他の番組から流入してきた職人が多くなった。基本はメールであるが、ハガキの受付も開始している。中には「シオンJr.」のように放送作家になった者もいる。

## レイヴ（罰ゲーム）
出演者の一人が1部・2部・3部に遅刻等の理由で出演できなかった場合レイヴ（罰ゲーム）が執行される。
- 香港レイヴ〜九龍美人局ナイト
- 東京ローターショウ
71回放送分でホンマは寝坊した結果、1 - 3部全てに出演できず罰ゲームが決定。リスナーからのメールで様々な罰ゲームが候補に上がり、投票の結果「ローター」に決定。内容は「ビーサイ学園祭ツアー2007 “東京ローターショウ”」内で、股間に遠隔操作型ローターを仕込み、公演中に石川が設定したキーワードを会場の観客、もしくは本間自身が言ったらローターのスイッチが起動された。
- ブロードバンドへの道
88回放送分でぶるんは原稿をマンガ喫茶で徹夜で書き上げた後、寝てしまい1 - 3部全てに出演できなかったため罰ゲームとなった。内容は今後マンガ喫茶で仕事をせずに済むよう、自力でお金を稼いで自宅にブロードバンドを引かせるという内容。
- BBM（ぶるんブラックメール）〜鯉に恋焦がれ恋に泣く〜
- ビーサイ忠臣蔵
上記の「ブロードバンドへの道」から一年経ったにも関わらず、未だ自宅にブロードバンドを引いていないぶるんに制裁を加えるための企画。石川達に拉致されたぶるんは、たまたまその場に集まったリスナー達によって、乳首に大量の洗濯バサミやクリップを付けられる、「さら乳首」の刑に処された。

## ビーサイショップ
ビーサイはスタッフ・パーソナリティ共にノーギャラで制作されており、放送すればするほど赤字になる。この資金難を乗り越える為に、番組グッズを期間限定で製作・販売している。発案・デザインはリスナーからの公募。常時在庫がある訳ではないが、イベント等で発売されることもある。
ビーサイ缶バッジ
パーソナリティの3人それぞれイメージした缶バッジで、3個セットで送料込みの500円。限定80セットで抽選で販売された。しかし、どうせ売れないだろうという思いから、抽選と言っておきながら先着順で配送してしまった。そこに予想以上の応募が殺到してしまい、急遽缶バッジの追加注文という事態になった。
アゲアゲTシャツ
完全初回限定受注生産。ホンマをイメージしたイラストに「AGEAGE」と書かれたデザインになっており、愛媛県新居浜市の龍流が担当した。1枚2700円（消費税・送料込み）サイズは、XS（女性）、S（女性）、M（男女）、L（男性）、XL（部活向けの5種類）。限定生産のため今後の再生産されることはないが、商品購入の申し込みをしたにもかかわらず、一部のリスナーの振込みがなされていないためにキャンセル分が発生する可能性が出てきた。洗濯機で洗濯すると色落ちする欠陥がある。キャンセル分は番組イベント等で販売された。2007年再発売。
ドンキー・ダフ・ドッグ パーカー（DDDP）
ドン・キホーテの来店客やダフ屋がよく着ているという印象がある、GALFYの犬のトレーナーをイメージしたもの。パーソナリティ3人を、擬人化ならぬ擬犬化したイラストを、パーカーにプリントした商品。販売終了。売り上げ枚数は499枚とのこと。DDDPを着ている写真を紹介するDDDPPC（ドンキー・ダフ・ドッグ パーカー・フォト・コンテスト）も行っている。
平田商店Tシャツ
パーソナリティのぶるん及び本人の実家で営んでいるパン屋の平田商店（クロワッサン）をイメージしたデザインのTシャツ。一枚2900円（消費税・送料込み）。デザインは「仕事くれVer」、「牛角Ver」、「わっさんVer」の3種類。サイズは、150、160、S、M、L、XLの6種類。
ビーサイDVD
- vol.1 〜誘惑と困惑の香港編〜
ビーサイDVD発売記念の握手会を「東海道編」と「東北編」と分けて行った。
- vol.2 〜受難〜

## ノベルティグッズ
メール等が採用された時にもらえるノベルティグッズの一覧。
サイン入りクリアファイル
安価なクリアファイルに3人のサインやイラストが手書きで書かれている。
ビーサイステッカー
番組特製ステッカー。

## イベント
- 2006年11月04日：早稲田大学の学園祭「早稲田祭」ゲスト
- 2006年6月2日：横浜国立大学 学園祭ゲスト
- 2007年6月16日：明治大学放送研究会「駿河台番組発表会」ゲスト
- 2007年7月29日：新宿FACE『もっとビーサイ!2007〜ポッド・イン・ ジャパン・ FACEティバル〜』
- ビーサイ学園祭ツアー2007“東京ローターショウ”
  - 2007年10月28日：朝日大学「朝日祭」ゲスト
  - 2007年11月3日：大分大学「聡明祭」ゲスト（石川のみ）
  - 2007年11月10日：東京情報大学「翔風祭」講演会
  - 2007年11月11日：神戸大学「六甲祭」講演会
  - 2007年11月24日：京都大学「11月祭」講演会
- ビーサイ2周年×平田商店25周年記念『もっとビーサイ!2008ツアー〜創造の夜・破壊の夜』
  - 2008年8月29日：原宿アストロホール 東京公演
  - 2008年9月7日：アメリカ村FANJ TWICE 大阪公演
- 2009年03月20日 - 22日：ビーサイ握手会ツアー〜東海道53人[8]
- 2009年12月25日：新宿FACE『もっとビーサイ!2009 メリーFACEマス』

### イベントグッズ
ビーサイトートバッグ
『もっとビーサイ！2007〜ポッド・イン・ ジャパン・FACEティバル〜』開催時に会場で限定販売された。番組特製トートバッグ。アゲアゲTシャツ製作時から構想していたグッズで、デザインはホームページのロゴをプリントしたもの。
ビーサイ坊やTシャツ
『もっとビーサイ！2008ツアー〜創造の夜・破壊の夜』開催時に会場で限定販売された。某プロ野球チームのマスコットをイメージして作られたTシャツ。石川ver・ホンマver・ぶるんverとそれぞれ違うデザインが存在した。
バカタオル
『もっとビーサイ！2008ツアー〜創造の夜・破壊の夜』開催時に会場で限定販売された。正式名は「バカみたいにでかいタオル」。上記の「ビーサイ坊やTシャツ」のデザインを組み合わせたもの。

## その他
- テーマ曲は「スマートソウルコネクション」（初期はコハ・ラのみのVer）の『BE-SIDE your life!』（シングル『絵になる男』収録）。このテーマを作曲したコハ・ラ・スマートは時々スタジオを見学するが毎回何も話さないで帰る。
- イベント等ではLF（ニッポン放送）夜帯の担当スタッフが新旧問わず多く参加しており[9]、多くのLFスタッフ[10] が協力として番組クレジットされている。